# Channarong Ratanaseangsuang
Channarong Ratanaseangsuang (Thai: ชาญณรงค์ รัตนแสงสรวง; * 1939) ist ein ehemaliger thailändischer Badmintonspieler, der später für Kanada startete.

## Sportliche Karriere
In seiner Heimat siegte er 1961 bei den thailändischen Meisterschaften im Mixed mit Prathin Pattabongse und im Herreneinzel. Im gleichen Jahr gewann er auch den Titel im Herreneinzel bei den Südostasienspielen.
Im Thomas Cup 1961 verlor er mit dem thailändischen Team das Finale gegen Indonesien und wurde somit Mannschaftsvizeweltmeister. 1964 belegte Thailand Platz drei im Thomas Cup. 1963 unterlag er bei den All England im Finale gegen Erland Kops. Bei den offen ausgetragenen USA-Meisterschaften siegte er 1964 im Herreneinzel und im Mixed mit Margaret Barrand. 1968 war er noch einmal im Einzel erfolgreich.
In Kanada gewann er 1974, 1975 und 1976 die Doppelwertung mit Raphi Kanchanaraphi und agierte als spielender Trainer auch für Kanada im Thomas Cup 1970, 1973 und 1976.